# Dieulivol
Dieulivol település Franciaországban, Gironde megyében. Lakosainak száma 335 fő (2022. január 1.). Dieulivol Pellegrue, Monségur, Cours-de-Monségur, Le Puy, Saint-Ferme, Baleyssagues és Sainte-Colombe-de-Duras községekkel határos.

## Népesség
A település népességének változása:
| Lakosok száma | 332  | 232  | 248  | 256  | 323  | 327  | 344  | 340  | 338  | 335  |
|               | 1968 | 1982 | 1990 | 2006 | 2013 | 2015 | 2017 | 2019 | 2020 | 2022 |